# تاريخ قرغيزستان

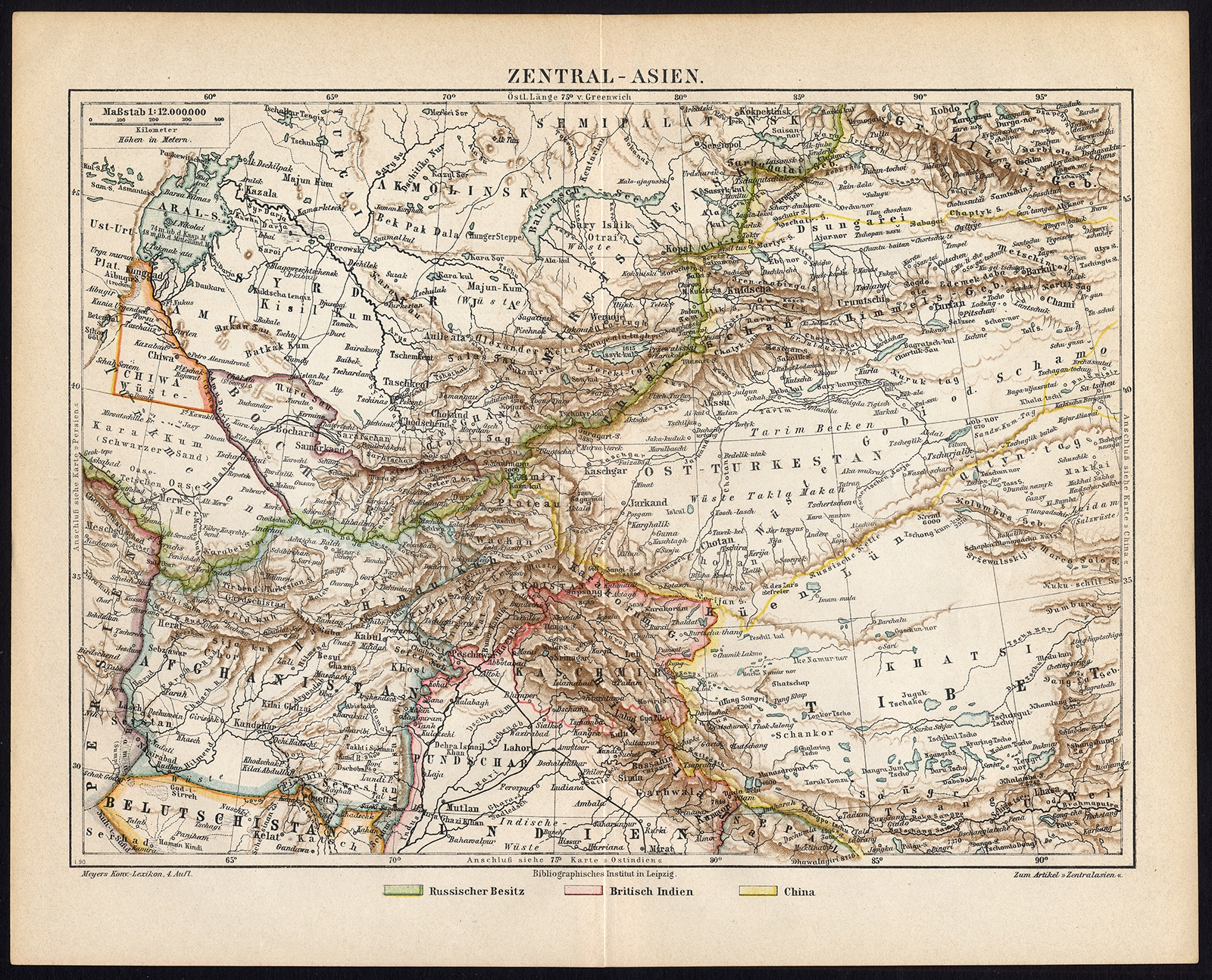
خارطة تاريخية لآسيا الوسطى تُظهر قرغيزستان (تعود إلى فترة 1885-1890)

تاريخ قرغيزستان يَمتَدُّ تَاريخُ القِرْغيزِ في قرْغِيزستَانْ إلى أكثرَ من 3000 عَام مَضَتْ. وعلى الرَّغمِ من كونها معزولةً جغرافياً بِحُكْمِ طبيعتها الجغرافية الجَبلية، إلا أنَّها لعبت دوراً هاما كَمحطةٍ من محطاتِ تِجارةِ طريقِ الحرير. تخللت الفترات التّي استَقَلوا فيها بِالحُكْمِ السيطرة على بِلادِهِمْ مِن قِبلِ الأَتراكِ السَمَاوِيّين وخَاقَانِيُّةِ الأَوِيْغُور وكذلك شَعبُ الخِيتَان، قَبلَ أنْ يَغزُوها المَغُولْ في القَرْنِ الثالثِ عَشَر. وما لَبِثَتِ البلادُ أَنْ اسْتَعَادَتِ استِقلالهَا في وقتٍ لاحقٍ حَتّى غَزاهَا القِلمِيقيون، المَانْشُو وَ الأُوزْبِك. وفي عامِ 1876 تم ضَمُّها إلى الإمبراطوريةِ الروسيةِ، وبعد الثورةِ الرّوسِيّة عام 1917 أصبحت جزءاّ من الاتحادِ السوفييتي باسم الجُمهوريّةِ القرغِيزية الاشْتِراكيّة السوفييتيّة. وبَعد الإصْلاحاتِ الديموقراطيةِ التي أجْرَاها ميخائيل غورباتشوف للاتحاد السوفييتي، وفي عام 1990 تم انتخاب المرشح الانفصالي عسكر أكاييف رئيساً للجمهورية الاشتراكية السوفييتية. وفي 31 آب / أغسطس 1991، أعْلنَت جمهورية قرغيزستان استقلالها عن موسكو، وأُنشِئت بعد ذلك حكومةٌ ديمقراطية.

## التاريخ المبكر
تشير اكتشافات الأدوات الحجرية الموجودة في جبال تيان شان إلى قيام تجمعات بشرية في ما يعرف الآن بقرغيزستان منذ ما لا يقل عن 200,000 إلى 300,000 سنة.

## العصور الوسطى

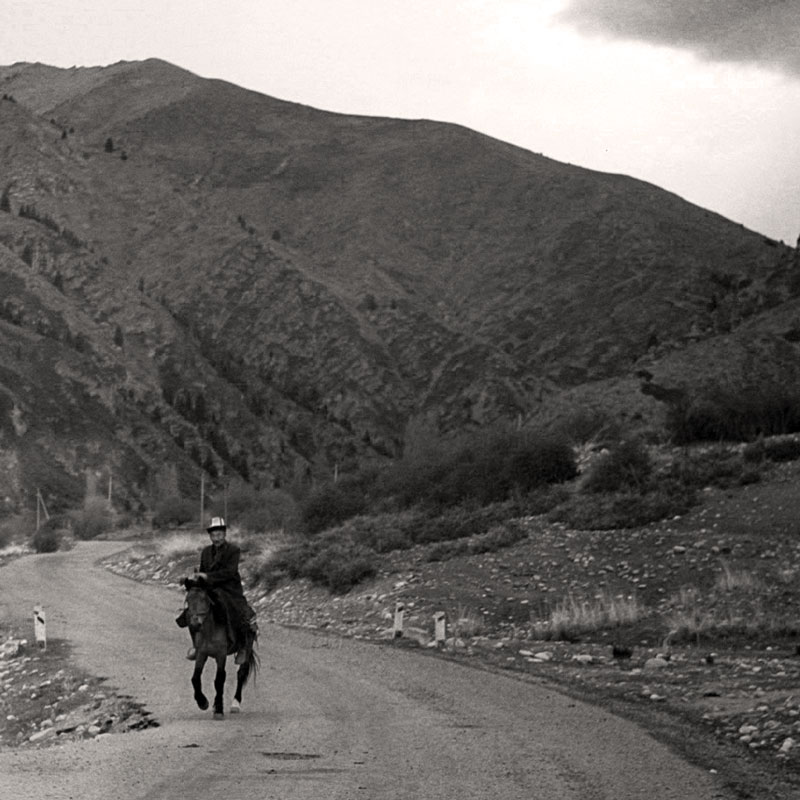
رجل يمتطي حصان في قرغيزستان

يعتبر الأَتراكِ السَمَاوِيّون من أول الشعوب الأتراكية التي شكلت دولة في إقليم آسيا الوسطى (بما في ذلك قرغيزستان). أسّس الأَتراكِ السَمَاوِيّون بقيادة الخاقان بومين 552) من قبيلة آشينا أو سلالة وأبنائه بتأسيس أول دولة تركية معروفة حوالي عام 552. ساد التنافس بعدئ بين الخانات ما أدى إلى انقسام الدولة عام 744 م.
كانت أول مملكة تخرج عن سيطرة الأَتراكِ السَمَاوِيّون هي الإمبراطورية الأويغورية البوذية التي ازدهرت في الأراضي التي تضم معظم آسيا الوسطى من عام 740 إلى 840. وبعد تفكك الإمبراطورية الأويغورية البوذية هاجر فرع من الأويغور إلى مستوطنات الواحات في حوض تاريم وقانسو، مثل غاوتشانغ (كاراخوجا) ومدينة هامي (كومول)، وأقاموا لأنفسهم اتحاداً كونفدرالياً من ولايات بوذية لامركزية سميت كارا خوجا. والبعض الآخر، الذي يرتبط بشكل وثيق أساسا ً بالأويغور (الكارلوك)، ويحتلون حوض تاريم الغربي، ووادي فرغانة، وجونغاريا، وأجزاء من كازاخستان الحديثة المتاخمة لسلطنة الخوارزم التوركوية الطاجيكية المسلمة، واعتنقوا الإسلام في موعد لا يتجاوز القرن العاشر وأسّسوا اتحاداّ مع المؤسسات الإسلامية أطلق عليه اسم قره خانليك، وسميت سلالتهم الأميرية باسم قرخانيين لدى معظم المؤرخين. كما ازدهرت عاصمتها بالاساغون كمركز ثقافي واقتصادي.
انجذبت قبيلة قارلوق الأميرية المُسلمة، وجماعة بالاساغونلو آشينالار (أو قرخانيين) نحو المنطقة الثقافية الإسلامية بعد أن تم تأمين حكمها الذاتي السياسي وسيطرتها على آسيا الوسطى خلال الفترة الممتدة من القرن التاسع إلى القرن العاشر.
وصلت الدولة القرغيزية إلى أوج اتساعها بعد تغلبهم على خانات الأويغور سنة 840 م، ثم تمددوا بسرعة حتى جبال تيان شان فحافظوا على سيطرتهم على تلك المنطقة لحوالي 200 عام.وفي القرن الثاني عشر بدأ نفوذ القرغيز يتقلص حتى حدود جبال ألطاي وسايان كنتيجة لتمدد المغول (المغول ماقبل عصر جنكيزخان). ومع بداية ظهور إمبراطورية المغول في القرن الثالث عشر، هاجر القرغيز جنوباً حتى تمت سيطر عليهممن قبل جنكيز خان سنة 1207م.وصف المؤرخون المسلمون والصينيون الأوائل القرغيز ما بين القرنين السابع وحتى الثاني عشر بأنهم ذوو شعر أحمر وجلد أبيض وعيون زرقاء، وتوحي تلك الصفات إلى الأصول السلافية، وبسبب الهجرات والفتوحات والزواج المختلط، فالعديد من الشعوب التي استوطنت وسط وجنوب غرب قرغيزستان هي نتاجُ أصولٍ متخالطةٍ، أو فتاتٌ نابعٌ من قبائل مختلفة، على الرغم من تحدثهم للغات متقاربة.

## الهيمنة المغولية
دمر الغزو المغولي لآسيا الوسطى في القرن الثالث عشر معظم أراضي قرغيزستان، وكلف شعبها استقلاله ولغته المكتوبة. كما قام ابن جنكيز خان، جوشي، بغزو القبائل القرغيزية في منطقة ينيسي، ما فرق شملهم وفرق وحدتهم. وفي الوقت نفسه، كانت منطقة قرغيزستان الحالية حلقة وصل هامة في طريق الحرير، كما تشهد على ذلك عدة شواهد قبور نسطورية. وعلى مدى الـ 200 عام التالية، ظل القرغيز تحت لواء مغول القبجاق، وخانية جغتاي، والأويرات، فضلا عن الزونغار الذين خلفوا ذلك النظام. استعادت البلاد حريتها عام 1510، وما لبثت القبائل القرغيزية حتى اجتاحها القلميقيون في القرن السابع عشر، وفي منتصف القرن الثامن عشر من قبل المانشو، وفي أوائل القرن التاسع عشر من قبل الأوزبك.
كانت الإمبراطورية المغولية (1206-1294/1368) أكبر إمبراطورية متجاورة وثاني أكبر إمبراطورية في تاريخ العالم. وقد انبثقت من توحيد القبائل المغولية والتركية في منغوليا الحديثة، ونمت وكبرت من خلال الغزو، بعد أن تم إعلان جنكيز خان حاكماً عام 1206. وغالبا ما يتم تعريفها على أنها «الإمبراطورية العالمية المغولية» لأنها امتدت إلى جزء كبير من أوراسيا. ومع ذلك، بدأت الإمبراطورية المغولية في الانقسام عقب الحرب على الخلافة في 1260-1264، مع القبجاق وخانات خانية جغتاي واستقلوا بحكم الواقع ورفضوا قبول كوبلاي خان (1260-1294) حاكماً. وبعد وفاة كوبلاي خان، انقسمت الإمبراطورية المغولية إلى أربعة خانات أو إمبراطوريات منفصلة، يسعى كل منها إلى تحقيق مصالحه وأهدافه المنفصلة.

## التيموريون والأوزبكيون
لم يخضع القرغيز في الشمال أبداً لتيمورلنك. ولكن وفي المنطقة الجنوبية، كان لفتوحاته ونفوذه دور توحيدي. وفي القرن الخامس عشر، وصلت قبيلة من الأوزبك، وأصلها من القبجاق، إلى هذه المنطقة.

## الإمبراطورية الروسية: 1876-1917
في عام 1775، أقام «أطاقي تايناي بي أولو» أحد زعماء قبيلة «سريباغيش» أول علاقات دبلوماسية مع الإمبراطورية الروسية من خلال إرسال مبعوثيه إلى كاترين العظيمة في سانت بطرسبرغ. في أوائل القرن التاسع عشر، أصبحت أراضي قرغيزستان تحت سيطرة خانات خوقند، ولكن تم احتلال الإقليم وضمّه رسميًا من قبل الإمبراطورية الروسية عام 1876. وقد أثار ذلك الاستيلاء الروسي العديد من الثورات ضد السلطة القيصرية، واختار العديد من القرغيز الانتقال إلى جبال بامير أو إلى أفغانستان. إن القمع الوحشي لتمرد عام 1916 في آسيا الوسطى، الذي نجم عن فرض روسيا للمشروع العسكري على شعوب قرغيزستان وغيرها من شعوب آسيا الوسطى، جعل العديد من القرغيز يفرون إلى الصين.

## الحقبة السوفيتية: 1917-1991
بداية تأسيس السلطة السوفيتية في المنطقة كانت عام 1918، وفي عام 1924، تم إنشاء إقليم قره-قرغيز المتمتع بالحكم الذاتي كجزء من الجمهورية الروسية الفدرالية الاشتراكية. (استخدم الروس مصطلح قره-قرغيز حتى منتصف العشرينات لتمييزهم عن الكازاخستانيين، الذين يشار إليهم أيضاً باسم القرغيز). وفي عام 1926، أصبحت الجمهورية القرغيزية الفدرالية الاشتراكية. وفي 5 ديسمبر 1936 أصبحت الجمهورية القرغيزية السوفيتية الاشتراكية إحدى جمهوريات الاتحاد السوفييتي.
خلال العشرينات من القرن العشرين، شهدت قرغيزستان تغيراً ثقافياً وتعليمياً واجتماعياً كبيراً. وكانت التنمية الاقتصادية والاجتماعية ملحوظة أيضا. وازداد محو الأمية، وأدخلت لغة أدبية موحدة. تنتمي اللغة القرغيزية إلى مجموعة لغات كيبتشاك التركية. وفي عام 1924، أسست الحكومة كتابة بالأبجدية العربية للغة القرغيزية، والتي تم استبدالها بالأبجدية اللاتينية في عام 1928، ثم الأبجدية السيريلة في عام 1941.

### الطريق إلى الاستقلال: 1985-1991
في 11 آذار/مارس 1985، اختار المكتب السياسي ميخائيل غورباتشوف أمينا عاما جديدا للحزب الشيوعي في الاتحاد السوفييتي. أطلق غورباتشوف على الفور سياساته الجديدة لتحرير الغلاسنوست والبيريسترويكا، على الرغم من أن تأثيرها لم يكن فورياً على المناخ السياسي في قرغيزستان. وفي 2 تشرين الثاني/نوفمبر 1985، حل غورباتشوف محل تورداكون أوسوبالييف السكرتير الأول للحزب الشيوعي في قرغيزيا، الذي ظل في السلطة لمدة 24 عاما مع أبسمات ماسالييف. سمح حينئذ للصحافة في الجمهورية أن تتبنى موقفاً أكثر ليبرالية وأن تؤسس منشورا جديدا بعنوان «ليتراتيرني قرغيزستان» من قبل اتحاد الكتاب. وكانت الجماعات السياسية غير الرسمية ممنوعة، ولكن سُمح لعدة جماعات ظهرت عام 1989 للتعامل مع أزمة إسكان حادة بالعمل.
بدأت سياسة غورباتشوف للفصل بين الحزب والدولة تؤثر على مستوى الجمهورية السوفيتية في أوائل عام 1990، عندما أجرت كل جمهوريات الاتحاد السوفيتي انتخابات تنافسية لمجالسهم السوفييتية العليا، بعد فترة وجيزة من تخلي الحزب الشيوعي عن «دوره القيادي». وهذا يعني أن السلطة المحلية الحقيقية انتقلت من منصب زعيم الحزب الشيوعي إلى منصب رئيس مجلس السوفيات الأعلى، الرئيس الرسمي لجمهورية الدولة الاشتراكية السوفياتية. وفي الفترة بين كانون الثاني/يناير ونيسان/أبريل 1990، تولى كل من قادة الحزب الشيوعي في الدول الخمس السوفياتية في آسيا الوسطى منصب رئيس مجلس السوفيات الأعلى في كل منها، دون مواجهة أية صعوبات من قوى المعارضة التي كانت لا تزال ضعيفة في المنطقة.
وفي قرغيزيا، أجريت انتخابات عام 1990 في 25 شباط/فبراير، وأجريت جولة ثانية في 7 نيسان/أبريل. وبما أن الشيوعيين كانوا الحزب السياسي الوحيد الذي يخوض الانتخابات، فليس من المستغرب أن يحصلوا على 90% من الأصوات. وصوّت البرلمان الجديد للزعيم الشيوعي أبسمات ماسالييف رئيسا لمجلس السوفيات الأعلى في قرغيزيا في 10 نيسان/أبريل 1990.
وسرعان ما بدأت الأحداث تتفلت من أيدي الشيوعيين، حيث نظمت جماعة المعارضة أول مظاهرة كبيرة في فرونزي بتاريخ 1 أيار/مايو 1990 تزامنا مع الاحتفالات الرسمية بيوم أيار/مايو، وفي الفترة من 25 إلى 26 أيار/مايو 1990، شكلت جماعات المعارضة الحركةَ الديمقراطيّةَ في قرغيزستان في كتلة جَمعت عدة أعضاء من الأحزاب المناهضة للشيوعيّة والحركات والمنظمات غير الحكومية. وفي 4 حزيران/يونيو 1990، نشبت توتّرات عِرقية بين الأوزبك والقرغيز في منطقة أوبلاست أوش حيث يُشكّل الأوزبكيون أغلبية السكان. وأعْقَبت ذلك مواجهاتٌ عنيفة، وأُدخلت البلاد في حالة طوارئ وتم فرض حظر التجول حتى تم إخماد هذه التحركات في آب / أغسطس عام1990.
تطورّت الحركة الديمقراطية في قرغيزستان بسرعة ملحوظة لتصبح قوةً سياسيةً هامة وحظيت بدعمٍ متزايد في البرلمان. وفي 27 تشرين الأول/أكتوبر 1990، انتُخِب عسكر أكاييف، رئيس الأكاديمية القرغيزية للعلوم وعضو الحزب الشيوعي الإصلاحي، رئيساً حديثاً ليهزم زعيم الحزب الشيوعي أبسمات ماسالييف. كانت قرغيزيا الدولة الوحيدة من بينِ خمسِ دولٍ في آسيا الوسطى السوفيتيّة التي تصوِّتُ لإقصاء قيادتها الشيوعية الراسخة خارج السلطة عام 1990.
وفي 15 كانون الأول/ديسمبر 1990، صوت مجلس السوفييت الأعلى على تغيير اسم الجمهورية إلى جمهورية قرغيزستان. وفي شباط/يناير عام 1991، استحدث آكاييف هياكل حكومية جديدة وعين حكومةً تركزت بشكلٍ أساس على فئة السياسيين الشباب ذوو التوجهات الإصلاحية. وفي 5 شباط/فبراير 1991، تغير اسم العاصمة من فرونزي إلى بيشكيك.
وعلى الرغم من وجود ِهذهِ التحركات نحو الاستقلال، إلا أنّ واقعَ المعطيات الاقتصاديّة كان يعمل ضد الانفصال عن الاتحاد السوفييتي، وفي آذار/مارس علم 1991 تم إجراء استفتاء للحفاظ على الاتحاد السوفياتي، حيث وافق حينئذ ما نسبته 88.7 ٪ من النُاخِبين على اقتراحٍ يَنصُّ على البقاءِ كجزءٍ من الاتحاد.
وفي التاسع عشر 19 آب/أغسطس عام 1991 قامت محاولة انقلاب لعزل آكاييف عن السُُلطة، عندما تولت لجنة الطوارئ الحكومية السلطة في موسكو، وفي الأسبوع التالي للانقلاب أعلن آكاييف ونائب الرئيس الألمانى كوزنيتسوف استقالتهما من الحزب الشيوعى للاتحاد السوفيتي كما استقال المكتب السياسى والأمانة العامة بأكملها. وأعقب ذلك تصويت مجلس السوفيات الأعلى الذي أعلن الاستقلال عن الاتحاد السوفياتي في 31 آب/أغسطس 1991، لتصبح قرغيزستان أول جمهوريات آسيا الوسطى الخمس التي انفصلت عن الاتحاد السوفياتي.

## الاستقلال ورئاسة أكاييف: 1991-2005
أُعلنت اللغة القرغيزية لغة الدولة في أيلول/سبتمبر 1991. وفي تشرين الأول/أكتوبر 1991، ترشح أكاييف دون معارضةٍ وانتخب رئيساً للجمهورية المستقلة الجديدة بالاقتراع المباشر، وحصل على 95 في المائة من الأصوات المدلى بها. وبالتعاون مع ممثلي سبع جمهوريات أخرى، وقع معاهدة الشيوعيين الاقتصاديين الجدد في الشهر نفسه. وفي 21 كانون الأول/ديسمبر 1991، دخلت قرغيزستان رسمياً رابطة الدول المستقلة.
وكما هو الحال في العديد من الجمهوريات السوفياتية السابقة، بعد أن استعادت قرغيزستان استقلالها في آب/أغسطس 1991، سعى العديد من الأفراد والمنظمات والأحزاب السياسية إلى إعادة تأسيس هُويةٍ ثقافيةٍ وطنيةٍ قرغيزية.
وفي عام 1993 تطورت مزاعم الفساد ضد أقرب المقربين من آكاييف إلى فضيحة كبرى. وكان من بين المتهمين بارتكاب مخالفات رئيس الوزراء شينغيشيف، الذي أقيل لأسباب أخلاقية في كانون الأول/ديسمبر من نفس العام. وعقب إقالة شينجيشيف، أقال آكاييف الحكومة ودعا آخر رئيس وزراء شيوعى «أباس جومجولوف» لتشكيل حكومة جديدة. وفي شباط/يناير عام 1994 أعلن آكاييف عن إقامة استفتاء يطلب فيه تجديد ولايته لاكمال فترة ولايته. وحصل على 96.2 في المائة من الأصوات.
وأقر البرلمان دستوراً جديداً للبلاد في أيار/مايو 1993 وتغير فيه اسم جمهورية قرغيزستان إلى اسم الجمهورية القرغيزية. بيد أنه في عام 1994، لم يصدر البرلمان النصاب القانوني لدورته المقررة الأخيرة قبل انتهاء فترة ولايته في شباط/فبراير 1995. واتهم الرئيس آكاييف من قبل أغلبية البرلمانيين بالتلاعب بعملية المقاطعة. وأكد آكاييف بدوره أن الشيوعيين تسببوا في أزمة سياسية من خلال منع السلطة التشريعية من الوفاء بوعودها. وكان آكاييف قد حدد موعداً لاستفتاء تشرين الأول/أكتوبر عام 1994 الذي وافق عليه الناخبون بأغلبية ساحقة واقترح تعديلين للدستور أحدهما يسمح بتعديل الدستور عن طريق استفتاء والآخر بإنشاء برلمان جديد من مجلسين.
وأجريت انتخابات المجلسين التشريعيين - مجلس متفرغ من 35 مقعدا وجمعية غير متفرغة من 70 مقعدا - في شباط/فبراير 1995 بعد حملات انتخابية اعتبرتها معظم المراقبين الدوليين حرة ومفتوحة بشكل ملحوظ، على الرغم من أن إجراءات يوم الانتخابات كانت حرة ومفتوحة إلا أن عدة مخالفات واسعة النطاق عكرت صفاءها. وفاز المرشحون المستقلون بمعظم المقاعد، مما يشير إلى أن الشخصيات تغلبت على الأيديولوجيات. وعقد البرلمان الجديد دورته الأولية في آذار/مارس 1995. وكان من أولى أوامر عملها الموافقة على اللغة الدستورية الدقيقة بشأن دور الهيئة التشريعية.
أعيد انتخاب الرئيس عسكر آكاييف في 24 كانون الأول/ديسمبر 1995 لولاية أخرى مدتها خمس سنوات وحظي بتأييد واسع (75٪ من الأصوات) ضد خَصميهِ الإثنين من المرشحين المعارضين. واستخدم آكاييف الموارد الحكومية ووسائل الإعلام المملوكة للدولة لتنفيذ حملته الانتخابية. كما تم إلغاء تسجيل ثلاثة مرشحين (من أصل ستة) قبل الانتخابات بوقت قصير.
وفي استفتاء جرى في شباط/فبراير 1996 - في انتهاك للدستور وقانون الاستفتاءات - عُدّل الدستور لمنح الرئيس أكاييف مزيداً من السلطة. وعلى الرغم من أن التغييرات أعطت الرئيس سلطة حل البرلمان، إلا أنها حددت أيضاً بشكل أكثر وضوحاً سلطات البرلمان. ومنذ ذلك الحين، أظهر البرلمان استقلالاً حقيقياً عن السلطة التنفيذية.
ووافق استفتاء أجري في تشرين الأول/أكتوبر 1998 على تغييرات دستوريُة، بما في ذلك زيادة عدد أعضاء مجلس النواب، وخفض عدد الأعضاء في مجلس الشيوخ، وتوفير 25 في المائة من أعضاء مجلس النواب لانتخابهم من قبل القوائم الحزبية، مع التراجع عن ذلك. الحصانة البرلمانية، إدخال الملكية الخاصة، حظر اعتماد قوانين تقيد حرية التعبير والإعلام، وإصلاح ميزانية الدولة.
وأجريت جولتان من الانتخابات البرلمانية في 20 شباط/فبراير 2000 و12 آذار/مارس 2000. وأفادت منظمة الأمن والتعاون في أوروبا بأن الانتخابات لم تمتثل لطلب الالتزام بانتخابات حرة ونزيهة، ومن ثم فهي باطلة. وقد حدت الإجراءات القضائية المشكوك فيها ضد مرشحي المعارضة والأحزاب من اختيار المرشحين المتاحين للناخبين القرغيزيين، في حين أن وسائل الإعلام التي تسيطر عليها الدولة لم تُبلغ إلا بشكل إيجابي عن المرشحين الرسميين.
وضغط المسؤولون الحكوميون على وسائل الإعلام المستقلة التي كانت تحابي المعارضة. كما شابت الانتخابات الرئاسية التي أعقبت ذلك في عام 2000 مخالفات ولم يعلن المراقبون الدوليون أنها حرة ونزيهة. وفي كانون الأول/ديسمبر 2001، ومن خلال تعديل دستوري، مُنحت اللغة الروسية وضعاً رسمياً.
ووجدت منظمة الأمن والتعاون في أوروبا أن الانتخابات البرلمانية التي أجريت في 27 شباط/فبراير و 13 آذار/مارس 2005 لم تمتثل لطلب الالتزام بانتخابات حرة ونزيهة، غير أنه حدثت تحسينات على انتخابات عام 2000، ولا سيما استخدام الحبر الذي لا يمحى، وصناديق الاقتراع الشفافة، ووصول جيد بشكل عام من قبل مراقبي الانتخابات.

## ثورة التوليب (السوسن):2005
تحوّلت الاحتجاجات المتفرقة ضد التلاعب والتزوير في انتخابات 27 فبراير/شباط 2005 إلى دعواتٍ واسعة النطاق للحكومة بالاستقالة، والتي بدأت في المحافظات الجنوبية. وفي 24 آذار/مارس، دعا 15 ألف متظاهر مؤيد للمعارضة في بيشكيك إلى استقالة الرئيس ونظامه. استولى المتظاهرون على المبنى الحكومي الرئيسي، وفر آكاييف على عجل من البلاد، اولا إلى كازاخستان المجاورة ومن ثم إلى موسكو . وكان آكاييف قد رفض الاستقالة في البداية وندد بالأحداث واعتبرها انقلاباً، ثم استقال من منصبه في 4 أبريل/نيسان.

## رئاسة باكييف: 2005-2010
فاز كرمان بك باكييف في اقتراع 10 تموز/يوليو للانتخابات الرئاسية بنسبة 89% من أصوات المشاركين. وقد شاب فترة ولاية باكييف قتل عدد من السياسيين البارزين وأعمال شغب في السجون وآفات اقتصادية ومعارك للسيطرة على الأعمال المربحة . وفي عام 2006، واجه باكييف أزمة سياسية حيث شارك آلاف الأشخاص في سلسلة من الاحتجاجات في بيشكيك. واتُهم بعدم الوفاء بوعوده بالحد من السلطة الرئاسية، وإعطاء المزيد من السلطة للبرلمان ورئيس الوزراء، والقضاء على الفساد والجريمة. كما ادعى باكييف أن المعارضة كانت تخطط لانقلاب ضده.
وفي أبريل/نيسان 2007، نظمت المعارضة احتجاجاتٍ مطالبةً باستقالة باكييف، وكان أكبرها الاحتجاج الذي بدأ في 11 أبريل/نيسان في العاصمة بيشكيك. وكان باكييف قد صادق على تعديلات دستورية تَحدُّ من سلطته في 10 أبريل/نيسان، لكن الاحتجاجات استمرت، حيث أصرّ المحتجون على البقاء حتى استقالته. كما واندلعت اشتباكات بين المتظاهرين والشرطة في 19 أبريل/نيسان، وبعد ذلك أخمدت الاحتجاجات وأعيد انتخاب باكييف في الانتخابات الرئاسية لعام 2009.
بعد إعادة انتخابه في عام 2009، اعتقد بعض الناس في أنه سيقوم بإجراء إصلاحات سياسية واقتصادية وشكَّكَ البعض الآخر في صحة هذا الأمر. وكتبت صحيفة «ديلي مونيتور» الأوراسية في 10 أيلول/سبتمبر أن أسلوبه يشبه قادة آخرين مثل فلاديمير بوتين ونور سلطان نزارباييف. ومع ذلك، فقد كان يفتقر إلى الموارد، وكان الشعب القرغيزي قلقًا بشأن خطر تجدد نقص الطاقة وانقطاع التيار الكهربائي كما حدث في شتاء 2008-2009.
وخلال شتاء عام 2010، عانت قرغيزستان من انقطاعات حادة في التيار الكهربائي، في حين ارتفعت أسعار الطاقة.

## ثورة عام 2010
وفع اعتقال أحد المعارضين في 6 نيسان/أبريل 2010 في بلدة تالاس مؤيدي المعارضة إلى الاحتجاج. سيطر المتظاهرون على مبنى الحكومة، مطالبين بحكومة جديدة. وأُرسلت شرطة مكافحة الشغب من العاصمى بيشكيك، وتمكنت من استعادة السيطرة على المبنى مؤقتاً. وفي وقت لاحق من اليوم نفسه، تم اعتقال عدد آخر من رموز المعارضة، في حين زعمت الحكومة أنها استعادت السيطرة على الوضع.
غير أن مئات من مؤيدي المعارضة تجمعوا في اليوم التالي في بيشكيك وساروا إلى مقر الحكومة. وحاول أفراد الأمن تفريق المتظاهرين باستخدام القنابل صوتية والرصاص الحي، راح ضحيتها عشرات الأفراد. بيد أن الاحتجاجات استمرت، ما أدى إلى فرار الرئيس باكييف إلى معقله الجنوبي جلال أباد، وتحرير شخصيات المعارضة المعتقلين في وقت لاحق من اليوم نفسه.
شكلت حكومة جديدة برئاسة زعيمة المعارضة روزا اوتونباييفا بينما بقي باكييف عدة أيام في جنوب قرغيزستان قبل أن يفر إلى بيلاروسيا حيث منحه الرئيس لوكاشنكو حق اللجوء. وقد أجرت الحكومة المؤقتة الجديدة مشاوراتٍ حول دستور جديد يهدف إلى زيادة سلطات البرلمان والحد من سلطات الرئيس. وأُجري استفتاء على الوثيقة التي أسفرت عن ذلك في 27 حزيران/يونيو 2010، ووافق عليه أكثر من 90 في المائة من الناخبين، وبلغت نسبة المشاركة 72 في المائة. كما أجريت انتخابات في وقت لاحق في 10تشرين الأول/ أكتوبر 2010. وأسفرت هذه الانتخابات عن وصول خمسة أحزاب إلى عتبة الـ 5% اللازمة لدخول البرلمان.

## رئاسة أتامباييف: 2011-2017
ترشح ألماز بك أتامباييف عام 2011 خلفاً لروزا أوتونباييفا في رئاسة قرغيزستان. وفي يوم الانتخابات، 30 تشرين الأول/أكتوبر 2011، فاز بأغلبية ساحقة، وهزم أداخان مادوماروف من حزب بوتون قرغيزستان وكامشيبيك تاشييف من حزب (أتا - زاررت) بنسبة 63 في المائة من الأصوات.
و بعد فترة وجيزة من توليه الرئاسة عام، سافر أتامباييف إلى تركيا ووقع اتفاقية مع الرئيس التركي وافق فيها على زيادة التجارة من 300 مليون دولار في عام 2011 إلى مليار دولار بحلول عام 2015، مع موافقة تركيا أيضًا على جذب استثمارات تركية إلى قرغيزستان بما يعادل 450 مليون دولار في غضون السنوات القليلة المقبلة.
وقد قدم اتامباييف نفسه مرارا على أنه سياسي موالٍ لروسيا. وأيّد بشكل إيجابي عضوية قرغيزستان في الاتحاد الجمركي الأوراسي بقيادة روسيا وكذلك انسحاب القاعدة العسكرية الأمريكية من البلاد عام 2014. كما أنه تحدث عن الحاجة إلى علاقات اقتصادية أوثق مع روسيا، التي توظف مؤقتا حوالي 500,000 مواطن من قرغيزستان، وأعرب أيضا عن رغبته في تحقيق قدر أكبر من الاستقلال الاقتصادي والطاقة من تلك العلاقات.

## رئاسة جينبيكوف: 2017 حتى الآن
أدى سورونباي جينبيكوف اليمين الدستورية كرئيس في 24 تشرين الثاني/نوفمبر 2017 في مقر إقامة ولاية ألا-أرتشا. وفي الساعات الأولى لتوليه منصبه، أصدر أول مرسوم له لمنح لقب بطل جمهورية قرغيزستان لسلفه. وفي أيار/مايو التالى قام بأول زيارة خارجية له إلى روسيا روسيا حيث اجتمع مع الرئيس الروسي فلاديمير بوتين . وفي أبريل/نيسان 2018، أقال جينبيكوف رئيس الوزراء سابار إيساكوف وحكومته بأكملها بعد تصويت من المجلس الأعلى بحجب الثقة.
وفي عامه الأول، شارك جينبيكوف في 30 اجتماعا دولياً، حيث وقع ما مجموعه 77 اتفاقاً ثنائياً و 414 وثيقةً متعددة الأطراف. وفي العام نفسه، أمر وزارة الخارجية بإقامة علاقات دبلوماسية مع أربع دول أجنبية. ويجري حالياً التوافق على مسودة اتفاقية تعاون جديدة مع الولايات المتحدة.
منذ تولي جينبيكوف السلطة، كانت له علاقة عدائية إلى حد ما مع الرئيس السابق أتامباييف، الذي دعم جينبيكوف بقوة ضد خصمه أوموربيك بابانوف خلال انتخابات عام 2017، حتى أنه أشار إلى مقارنة نفسه بأنه «الأخ الأكبر» جينبيكوف عند الإشارة إلى علاقتهما. وعلى الرغم من ذلك، ازداد الخلاف بين السياسيين مع انخراط أتامباييف في السياسة، وترقيه في نهاية المطاف إلى رئاسة الحزب الديمقراطي الاجتماعي في قرغيزستان. وأثناء وجوده في هذا المنصب، انتقد جينبيكوف لتعامله مع العديد من حالات المواجهة وحالات الطوارئ في الدولة، بما في ذلك فشل محطة الطاقة في بيشكيك ورفضه إجبار شقيقه على الاستقالة من البرلمان. وفي أوائل نيسان/أبريل 2018، أقال جينبيكوف اثنين من كبار المسؤولين في لجنة الدولة للأمن القومي (GKNB) كانوا مقربين من أتامباييف، وهو ما اعتُبر ضربة قاضية لأتامباييف وحكومته السابقة. وقد اتهم جينبيكوف في مناسبات عديدة أتامباييف بمحاولة التأثير بشكل غير مباشر على رئاسته، وقال في نوفمبر 2018 أنه حاول تحويله إلى «قائد دمية من خلال بعض الأفراد الثالثين» حتى مع الاتهامات، أنكر أي نوع من التنافس مع الرئيس السابق ، قائلا في الشهر التالي انه «لا يعتبر أي شخص منافسا».